# زنان در جنگ غزه
زنان در جنگ غزه (انگلیسی: Women in the Gaza war) به تجربه زنان اسرائیلی و فلسطینی به‌عنوان قربانیان خشونت، رزمندگان، شرکای رهبری و شرکت‌کنندگان در کارزارهای اطلاع‌رسانی در جنگ میان اسرائیل و حماس اشاره دارد. این درگیری با خشونت علیه زنان، از جمله خشونت جنسی و جنسیتی در حمله حماس به اسرائیل توسط نیروهای حماس همراه بوده است. پس از حمله ۷ اکتبر به رهبری حماس به اسرائیل در ۷ اکتبر ۲۰۲۳، گزارش‌ها و ویدئوهایی منتشر شد که نشان می‌داد حماس از روش‌های شکنجه شدید، از جمله خشونت و خشونت جنسی علیه زنان و کودکان اسرائیلی استفاده کرده است. نزدیک به ۱۰۰ زن اسرائیلی به گروگان گرفته شده و در غزه نگهداری شدند که منجر به تلاش زنان و سازمان‌های اسرائیلی برای افزایش آگاهی و ترویج آزادی آنان شد. دبیرکل سازمان ملل متحد و زنان سازمان ملل خشونت جنسیتی علیه زنان اسرائیلی در جریان حملات را محکوم کردند.
در نوار غزه، هزاران زن در حملات اسرائیل کشته شده‌اند. در اوایل نوامبر، دو سوم از ۱۱٬۰۰۰ کشته فلسطینی که توسط وزارت بهداشت غزه گزارش شده بود، زنان و کودکان بودند که نشان‌دهنده رنج نامتناسب این گروه‌ها است. سازمان‌های وابسته به سازمان ملل گزارش دادند که بمباران‌ها و آسیب به زیرساخت‌ها باعث اختلال شدید در خدمات بهداشت مادران، نوزادان و کودکان شده است. افزون بر این، گزارشگر ویژه سازمان ملل متحد در مورد خشونت علیه زنان وضعیت را به‌عنوان حمله‌ای به کرامت و حقوق زنان فلسطینی توصیف کرد. بیش از ۵۰٬۰۰۰ زن باردار در غزه با کمبود آب آشامیدنی سالم و غذا، دسترسی محدود به تجهیزات پزشکی و کلینیک‌ها مواجه‌اند که منجر به افزایش مرگ‌ومیر نوزادان و گسترش بیماری شده است.
در ۱۹ فوریه ۲۰۲۴، گروهی از گزارشگران ویژه سازمان ملل متحد گزارشی منتشر کردند که در آن اعلام شد «کارشناسان حقوق بشر خواستار تحقیق دربارهٔ نقض‌های صورت‌گرفته علیه زنان و دختران فلسطینی هستند». بر اساس این گزارش، شواهدی وجود دارد که نشان می‌دهد در جریان جنگ غزه، زنان و دختران فلسطینی مورد تجاوز جنسی در جنگ قرار گرفته‌اند. گزارش‌هایی مطرح شده که زنان و دختران فلسطینی در غزه به‌طور تصادفی اعدام شده‌اند، اغلب به همراه فرزندانشان. همچنین، ادعاهایی وجود دارد مبنی بر اینکه زنان و دختران فلسطینی به‌طور عمدی هدف قرار گرفته و توسط نیروهای دفاعی اسرائیل به‌صورت فراقضایی اعدام شده‌اند، حتی در شرایطی که آن‌ها تسلیم شده بودند. طبق این گزارش‌ها، نیروهای اسرائیلی همچنین رفتارهای غیرانسانی و تحقیرآمیزی علیه زنان فلسطینی اعمال کرده‌اند، از جمله محرومیت از نوار بهداشتی، غذا و دارو، ضرب‌وشتم شدید، تهدید به تجاوز و خشونت جنسی، و اعمال انواع دیگر آزارهای جنسی. زنان و دختران فلسطینی نیز مجبور شده‌اند در برابر افسران مرد ارتش اسرائیل برهنه شوند و مورد بازرسی قرار گیرند. کمیساریای عالی حقوق بشر سازمان ملل متحد اعلام کرد که نیروهای اسرائیلی از زنان زندانی در «شرایط تحقیرآمیز» عکس گرفته و این تصاویر را در اینترنت منتشر کرده‌اند.

## خشونت علیه زنان
گروهی از کارشناسان سازمان ملل نگرانی خود را نسبت به افزایش گزارش‌ها دربارهٔ خشونت جنسی که ظاهراً توسط گروه‌های مسلح علیه زنان و دختران در اسرائیل در تاریخ ۷ اکتبر ۲۰۲۳ صورت گرفته، و همچنین گزارش‌های مربوط به حملات جنسی و تهدید به خشونت جنسی علیه زنان در سرزمین‌های اشغالی فلسطین از تاریخ ۷ اکتبر ابراز کردند. این کارشناسان خواستار روندی مستقل برای تحقیق و پاسخگویی شدند.
ریم السالم، گزارشگر ویژه سازمان ملل در زمینه خشونت علیه زنان و دختران، اظهار داشت که هرچند هر دو جنس تحت تأثیر این جنایات قرار می‌گیرند، اما زنان به‌ویژه در برابر پیامدهای آن آسیب‌پذیرترند.

### حمله ۷ اکتبر به اسرائیل

#### خشونت جنسی، شکنجه و تلفات
در جریان حملات حماس به جوامع اسرائیلی در ۷ اکتبر ۲۰۲۳، گزارش‌هایی منتشر شد مبنی بر اینکه نیروهای حماس اقدام به تجاوز، حمله و مثله کردن زنان و دختران اسرائیلی کرده‌اند.
پس از این حمله، جمع‌آوری شواهد پزشکی قانونی توسط مقامات اسرائیلی خشونت جنسی را تأیید کرد.
حماس متهم به ارتکاب جنایات جنگی و جنایات علیه بشریت از طریق استفاده از خشونت مبتنی بر جنسیت به عنوان سلاح جنگی شد. حماس این اتهامات را به‌طور کلی رد کرده است.
شهادت‌هایی منتشر شده و ویدیوهایی به ارتش اسرائیل رسیده که نشان می‌دهد، علاوه بر قتل‌ها، حماس از روش‌های شکنجه شدید از جمله خشونت علیه زنان و خشونت جنسی، از جمله تجاوز، استفاده کرده است.
سی‌ان‌ان گزارش داد که این ادعاها بر اساس شهادت شاهدان مطرح شده و «محققان شهادت مستقیمی در این زمینه ندارند، و مشخص نیست که آیا هیچ‌کدام از قربانیان تجاوز زنده مانده‌اند یا نه.»
روت هالپرین-کاداری استدلال می‌کند که حمله هدفمند علیه زنان و کودکان، که شامل شکنجه و تجاوز بوده، یکی از اهداف اصلی بوده است که با هدف ایجاد وحشت و ترس انجام شده و بخشی از استفاده از خشونت علیه زنان به عنوان سلاح در جنگ محسوب می‌شود.
لیات آتزیلی، که از کیبوتص نیر اوز ربوده شده بود، در یک مصاحبه طولانی شهادت داد که در اسارت برای مدت طولانی با نگهبانان خود صحبت کرده و هیچ‌گونه خشونت فیزیکی را تجربه نکرده است.
گزارش‌های مربوط به تجاوز و خشونت جنسی مبتنی بر شهادت بازماندگان کشتار جشنواره موسیقی رعیم و سایر ساکنان مناطق اطراف نوار غزه است. این حوادث همچنین توسط نیروهای امدادگر گزارش شده‌اند. شواهد پزشکی قانونی با شکنجه و تجاوز همخوانی دارد و ویدیوهایی نیز توسط نیروهای حماس ضبط شده که برخی از آن‌ها، طبق گزارش‌های وای‌نت و الگمینر، توسط فعالان منتسب به حماس در شبکه‌های اجتماعی و تلگرام بارگذاری شده‌اند.

#### گروگان‌ها
در جریان حمله ۷ اکتبر، ۹۲ زن و دختر اسرائیلی و خارجی در گروگان‌گیری در طول جنگ غزه اسیر شدند. بیشتر زنان اسرائیلی و تمامی دختران اسرائیلی گروگان در جریان توافق تبادل زندانیان اسرائیل و فلسطین (۲۰۲۳) میان اسرائیل و حماس در اواخر نوامبر ۲۰۲۳ آزاد شدند. تا مه ۲۰۲۴، مشخص شده است که ۹ زن گروگان در اسارت جان باخته‌اند، در حالی که بر اساس اطلاعات مقامات اطلاعاتی اسرائیل، ۱۲ زن همچنان در اسارت زنده نگه داشته شده‌اند.
۷ سرباز زن اسرائیلی در جریان حمله به پایگاه نظامی نحال عوز به گروگان گرفته شدند که از این میان، یک سرباز زن در ۳۰ اکتبر ۲۰۲۳ طی عملیات نجات آوری مگیدیش آزاد شد، یک نفر در اسارت جان باخت و تا مه ۲۰۲۴، ۵ سرباز زن همچنان در اسارت هستند. نوا آرگامانی، یکی از گروگان‌های زن که از کشتار جشنواره موسیقی رعیم ربوده شده بود، در تاریخ ۸ ژوئن ۲۰۲۴ طی عملیات نجات نصیرات (۲۰۲۴) توسط ارتش اسرائیل در نصیرات نجات یافت.
تلاش‌هایی به رهبری زنان اسرائیلی برای افزایش آگاهی دربارهٔ بحران گروگان‌ها و ترویج آزادی آنان صورت گرفته است.

### نوار غزه

#### تلفات، آوارگی و رنج انسانی
تا اواسط نوامبر ۲۰۲۳، از میان ۱۱٬۰۰۰ فلسطینی که از زمان آغاز جنگ طبق گزارش وزارت بهداشت غزه کشته شده‌اند، دو سوم آن‌ها را زنان و کودکان تشکیل می‌دادند.
طبق بیانیه مشترک یونیسف، سازمان جهانی بهداشت، صندوق جمعیت سازمان ملل متحد و اونروا، زنان در غزه همراه با کودکان و نوزادان، بار سنگینی از رنج این جنگ را متحمل شده‌اند. در این بیانیه آمده است که «بمباران‌ها، تخریب یا از کار افتادن مراکز بهداشتی، سطوح گسترده آوارگی، فروپاشی سیستم‌های آب و برق، و دسترسی محدود به غذا و دارو، به شدت خدمات بهداشتی مادران، نوزادان و کودکان را مختل کرده است.»
گزارشگر ویژه سازمان ملل در مورد خشونت علیه زنان اعلام کرد: «از ۷ اکتبر، حمله به کرامت و حقوق زنان فلسطینی ابعاد جدید و وحشتناکی به خود گرفته است، چرا که هزاران زن قربانی جنایات جنگی، جنایت علیه بشریت و یک نسل‌کشی در حال وقوع شده‌اند.»
در ۲۵ ژانویه ۲۰۲۴، پزشکی مستقر در غزه از افزایش شمار مبتلایان به افسردگی پس‌زایمان و خونریزی‌های شدید پس از زایمان خبر داد.
در مارس ۲۰۲۴، زنان سازمان ملل جنگ اسرائیل در غزه را «جنگ علیه زنان» توصیف کرد و اعلام داشت: «در حالی که این جنگ هیچ‌کس را مستثنی نمی‌کند، داده‌های سازمان زنان ملل متحد نشان می‌دهد که این جنگ زنان را به شکلی بی‌سابقه می‌کشد و مجروح می‌کند.»
وزارت بهداشت غزه گزارش داد که ۶۰٬۰۰۰ زن باردار از کم‌آبی، سوءتغذیه و فقدان مراقبت‌های پزشکی رنج می‌برند. سازمان ملل اعلام کرد که ۹۵ درصد زنان باردار و شیرده در غزه با فقر شدید غذایی مواجه هستند.
در ۱۵ مارس ۲۰۲۴، آمال حماد، وزیر امور زنان فلسطین، در سخنرانی خود در سازمان ملل اعلام کرد که از ۷ اکتبر، ۹٬۰۰۰ زن فلسطینی توسط اسرائیل کشته شده‌اند و از «تمام زنان جهان خواست تا در کنار زنان فلسطینی بایستند».